# Bailía y senescalía

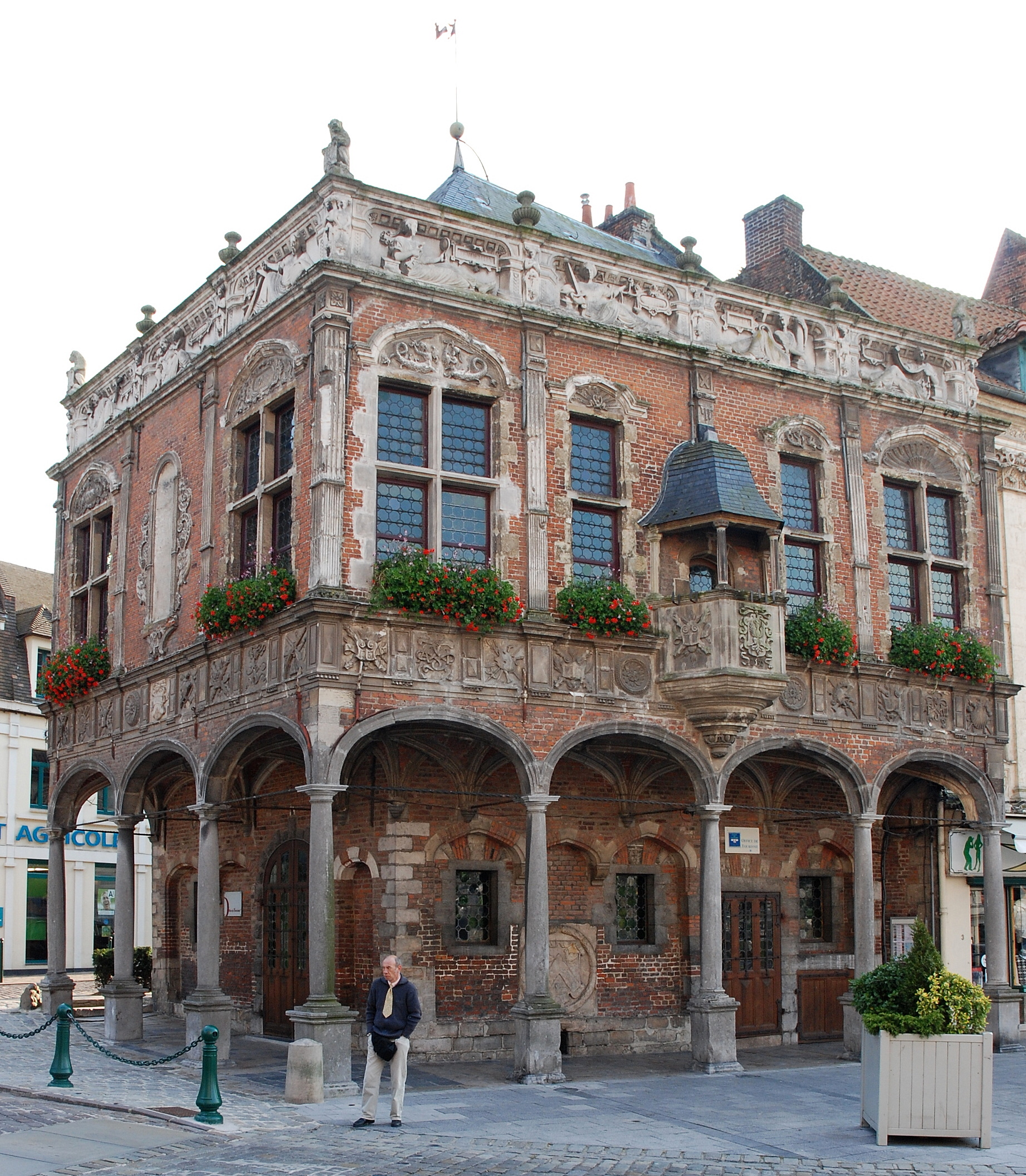
la bailía de Aire-sur-la-Lys

Un bailiazgo o bailía (en francés: bailliage) es el área de jurisdicción de un bailío (bailli, en lengua francesa), y una senescalía (sénéchaussée, en lengua francesa) es el área de jurisdicción que está a cargo de un senescal.

## Historia
Creadas al final del siglo XII, tales instituciones, que eran varios centenares al final del siglo XVIII, conservaban un mero rol judicial, habiendo perdido su antigua importancia frente a los gobiernos y sobre todo frente a las generalidades e intendencias. En el siglo XVI, algunos bailiazgos se convirtieron en bailiazgos presidenciales, bajo Enrique II.

## Características
La corte o tribunal del bailiazgo era presidida por un lugarteniente general del bailío. Juzgaba en primera instancia cuestionas penales o en las cuales estaban llamados en causa miembros de la nobleza, y en apelación las sentencias de las jurisdicciones inferiores. Un bailiazgo podía ser de propiedad de muchos cantones soberanos: por ejemplo, el bailiazgo de Baden pertenecía a ocho cantones soberanos. En este caso, el bailiazgo tomaba el nombre de "bailiazgo común". Además, los cantones propietarios enviaban a un alguacil de turno, que tenía un cargo de dos años de duración, y a continuación le tocaba a otro cantón mandar a otro alguacil. Las tasas recogidas por los bailiazgos se repartían equitativamente entre los cantones propietarios. Las tasas consistían, para los granjeros, en el pago del diezmo, es decir que un décimo de la cosecha anual era siempre entregada al bailiazgo, que a cambio ofrecía una cierta protección.

## En el mundo

### Francia
Antes de la Revolución francesa, eran una circunscripción administrativa, financiera y judicial. El término "bailiazgo" fue usado más frecuentemente en el norte de Francia, mientras "senescalía" en el Sur. Se crearon senescalías en el Languedoc, en la Bretaña, en el Poitou, en el Artois, en el Boulonnais y en el Ponthieu. El término estaba aplicado también a un territorio en el cual las funciones de Sheriff estaban ejercitadas por un bailío o senescal nombrado por el rey. La administración era a su vez suddividida en prebosturas reales (bajo la jefatura de un preboste nombrado y pagado por el bailío) o en vizcondados como en Normandía (con un vizconde, o funcionario público a veces plebeyo). En el siglo XVI, algunos bailiazgos se convirtieron en bailiazgos presidenciales bajo Enrique II. Al mismo tiempo, se eliminó el nombre de bailiazgos en Provenza, y los 15 alguaciles de esta provincia pasaron a llamarse "vigueries" después de 1540.

### Italia
Importado por los Normandos a la Italia meridional en el siglo XI, el término bailío identificaba también el modelo operado por los superintendentes bizantinos en el sur de Italia, antes de la llegada al poder de los soberanos Normandos después de Sicilia. La figura del bailío asumía, así pues, significado tanto económico como político, identificando a un representante o lugarteniente del Imperio bizantino en los territorios italianos ocupados.

### Reino Unido
El sistema tuvo su origen en Francia (baillie era el término en francés arcaico para bailiazgo), estando en uso a ambos lados del Canal de la Mancha. El bailiazgo sobrevive en el uso administrativo de las Islas del Canal, que para asuntos administrativos están agrupadas en dos bailiazgos: Jersey (que incluye la isla de Jersey y los islotes de Minquiers y Ecréhous) y Guernsey (que incluye las islas de Guernsey, Sark, Alderney, Brecqhou, Herm, Jethou y Lihou). Cada bailiazgo del archipiélago está gobernada por un bailío. En diciembre de 2008 la isla de Sark abolió el bailiazgo y a continuación tuvieron lugar las primeras elecciones, que vieron triunfar el partido del ex bailío, que así pues continuó gobernando pero ya no según el sistema feudal.

### Suiza
Los bailiazgos eran una forma de organización del territorio en uso en Suiza en el periodo de la Vieja Confederación, es decir hasta 1798, año en que Suiza sufrió la invasión francesa, que decretó el nacimiento de la República Helvética. Tenían el nombre de bailiazgo las comarcas sujetas de una cierta dimensión. Cada bailiazgo era propiedad de un cantón soberano que se ocupaba de la administración del territorio gracias a un bailío, que era la persona que mandaba en el bailiazgo para administrar la justicia y cobrar las tasas.